# Ramón Díaz Eterovic
 (janvier 2022).
Si vous disposez d'ouvrages ou d'articles de référence ou si vous connaissez des sites web de qualité traitant du thème abordé ici, merci de compléter l'article en donnant les références utiles à sa vérifiabilité et en les liant à la section « Notes et références ».

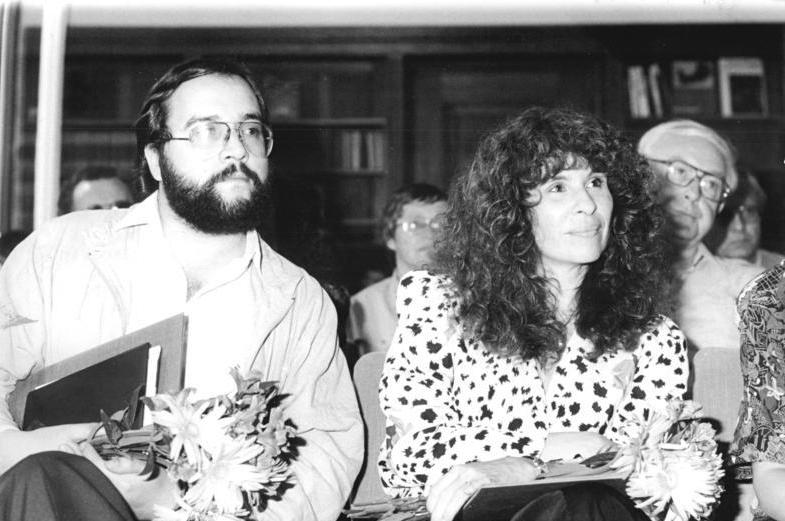
Ramón Díaz Eterovic (à gauche) et Gioconda Belli en 1989 lors de l'attribution de la bourse Anna-Seghers par l'Académie des arts de la RDA aux deux écrivains.

Ramón Díaz Eterovic, né à Punta Arenas le 15 juillet 1956, est un écrivain chilien, auteur de roman policier et de littérature d'enfance et de jeunesse.

## Biographie
Ramón Díaz Eterovic naît dans une famille ouvrière et passe son enfance et son adolescence dans sa ville natale de l'extrême sud du Chili. En 1974, il s'inscrit à l'université de Santiago, où il fait des études en sciences politiques et obtient un diplôme d'administration publique. Alors qu'il est étudiant, il milite dans les rangs du Parti communiste chilien. Ses activités politiques et culturelles, au sein d'une revue littéraire, lui valent d'être séquestré par la police de Pinochet, en 1977. De 1979 à 1985, il travaille comme administrateur public, mais quitte son emploi pour se joindre à un mouvement politique opposé à Pinochet. Il quitte le Parti communiste en 1989.
À partir de 1985, il est critique de cinéma et critique littéraire pour différents journaux.
Il est connu principalement pour son personnage le détective privé Heredia, héros créé en 1987 et qui apparaît dans plus d'une dizaine de romans policiers. Ses aventures ont fait l'objet d'une adaptation télévisée, Heredia y Asociados, sur la TVN.

## Œuvre

### Romans

#### SérieHeredia
- La ciudad está triste (1987)
- Solo en la oscuridad (1992)
- Nadie sabe más que los muertos (1993)
- Ángeles y solitarios (1995) Publié en français sous le titre La mort se lève tôt, Paris, Métailié, coll. « Bibliothèque hispano-américaine » (2003)  (ISBN 2-86424-487-X)
- Nunca enamores a un forastero (1999)
- Los siete hijos de Simenon (2000) Publié en français sous le titre Les Sept Fils de Simenon, Paris, Métailié, coll. « Bibliothèque hispano-américaine » (2001)  (ISBN 2-86424-399-7) ; réédition Métailié, coll. « Suites » no 81 (2003)  (ISBN 2-86424-488-8)
- El ojo del alma (2001) Publié en français sous le titre Les Yeux du cœur, Paris, Métailié, coll. « Bibliothèque hispano-américaine » (2007)  (ISBN 978-2-86424-604-6)
- El hombre que pregunta (2002)
- El color de la piel (2003) Publié en français sous le titre La Couleur de la peau, Paris, Métailié, coll. « Bibliothèque hispano-américaine » (2008)  (ISBN 978-2-86424-655-8), réédition Métailié, coll. « Suites » no 177 (2013)  (ISBN 978-2-86424-915-3)
- A la sombra del dinero (2005)
- Muchos gatos para un solo crimen (2005)
- El segundo deseo, (2006) Publié en français sous le titre Le Deuxième Vœu, Paris, Métailié, coll. « Bibliothèque hispano-américaine » (2013)  (ISBN 978-2-86424-914-6)
- La oscura memoria de las armas (2008) Publié en français sous le titre L'Obscure Mémoire des armes, Paris, Métailié, coll. « Bibliothèque hispano-américaine » (2011)  (ISBN 978-2-86424-768-5)
- La muerte juega a ganador (2010)
- El leve aliento de la verdad (2012)
- La música de la soledad  (2014). Publié en français sous le titre Negra soledad (2017)
- 'Los fuegos del pasado' (2019)
- La cola del diablo (2019)

### Autres ouvrages
- Imágenes en el tiempo (1977)
- El poeta derribado (1980)
- Cualquier día (1981)
- Pasajero de la ausencia (1982)
- Obsesión de año nuevo y otros cuentos (1982)
- Atrás sin golpe (1985)
- Ese viejo cuento de amar (1990)  contient :
  - Ese viejo cuento de amar; Por amor a la señorita Blandish; Más cerca de Gabriela; El regreso de Senkovic; Qué buena voz se perdió para el tango; Nunca es tan próxima la felicidad como para tocarla; A1 otro lado de la puerta; Muchacho sin ocupación; Oficios de la época; La noche que Villablanca ganó el título mundial y La cerveza de los hombres solos
- El minuto feliz de Largo Viñuelas (1996)
- Correr tras el viento (1997)
- El secuestro de Benito (2001)
- R y M investigadores (2002
- Chumangos, cuentos, El Juglar, 2010)
- Un viejo taxi en la nieve (2011)